# Ion Drîmbă
Ionel Alexandru Drîmbă,  né le 18 mars 1942 à Timișoara et mort le 20 février 2006 au Brésil, est un escrimeur roumain pratiquant le fleuret et le sabre. Son heure de gloire a lieu en 1968 lors des Jeux olympiques de Mexico, où il gagne le titre olympique dans l'épreuve individuelle de fleuret.
Drîmbă fait défection en 1970 et se réfugie en Allemagne, où il est l'entraîneur notamment de Matthias Behr et Alexander Pusch. Il émigre ensuite aux États-Unis et s’installe au Texas, puis en Californie, avant de s'établir en Amérique du Sud. Il fonde un club d'escrime au Venezuela, puis au Brésil où il finit ses jours après une tentative avortée de retour en Roumanie.
Il est l'ex-mari de la fleurettiste Ileana Gyulai-Drîmbă, multiple médaillée aux championnats du monde.

## Palmarès
- Jeux olympiques
  -  Médaille d'or au fleuret individuel aux Jeux olympiques de 1968 à Mexico (fleuret)

- Championnats du monde
  -  Médaille d'or par équipes aux championnats du monde de 1967 à Montréal (fleuret)
  -  Médaille de bronze par équipes aux championnats du monde de 1969 à La Havane (fleuret)

- Championnats de Roumanie d'escrime
  -  Médaille d'or en individuel aux championnats de Roumanie de 1964 (fleuret)
  -  Médaille d'or en individuel aux championnats de Roumanie de 1964 (sabre)
  -  Médaille d'or en individuel aux championnats de Roumanie de 1968 (fleuret)
  -  Médaille d'or en individuel aux championnats de Roumanie de 1969 (fleuret)